# Народно читалище „Честолюбие – 2010“
Народно читалище „Честолюбие“ се намира на улица „Детелина“ №2 в град Раковски, кв. Нов център, България. Официалното му име е „Честолюбие-2010“.

## История
Кукерският състав при читалище „Честолюбие“ е създаден през зимата на 2010 г. Състои се от деца и възрастни на възраст от 4 до 70 години и е ядрото, около което възниква читалището. Читалището си поставя за цел да предоставя възможности на населението на гр. Раковски за личностно израстване чрез участие в разнообразните му дейности.
Кукерският състав редовно участва в местни, регионални и национални изяви. Първата му изява е с обичая на католическото население „Заговезни“ през февруари 2011 г. На 28 март 2015 г. съставът печели първа награда четиринадесетото издание на Фолклорен фестивал на маскарадните и кукерски игри в село Попинци.
През 2013 г. е създаден и клубът „Раковчанска история, традиции, изкуство и етнология“ (Р.И.Т.И.Е.) с обединяване на усилията на местни хора на изкуството и етнографията за запазване и разпространяване на местни бит, занаятите и традициите. Изявени членове на клуба са Иво Райков, Елисавета Илиева, Владимир Сарийски и др.
Библиотеката е формирана през есента на 2011 г. За периода на своето съществуване инвентарът ѝ нараства на 1200 библиотечни документа, дарени от членове и приятели читалището. Читалището се помещава в сградата на бившето АПК в кв. Нов Център.
През октомври 2019 г. читалището организира празник на маската под наслов „Маската и нейното развитие през годините“ с участието на читалища и сдружения от селата Асеново, Житница, Калояново, Дуванлии, и сдружението на банатските българи „Фалмис“ в София с ръководител Светлана Караджова.

## Структура
- Кукерски състав
- Детска карнавална група
- Детски танцов състав
- Клуб „Р.И.Т.И.Е.“
- „Съхрани местните традиции“ – куб за възрастни
- Библиотечно-информационен център
- Обучения – чуждоезиково обучение за възрастни.
- Групи по арт терапия и приложно изкуство

## Председатели
- Александър Алексиев